# Дейнеко, Виктор Филиппович
Виктор Филиппович Дейнеко ( 28 октября 1901, Брест — 25 июня 1983, Москва) — советский учёный в области отечественной фотограмметрии. Основоположник одного из важнейших направлений в отечественной фотограмметрии — обработки снимков с большим коэффициентом увеличения фотоизображения. Доктор технических наук (1955), профессор (1956).

## Биография
19??—1925 годы — студент Московского межевого института.

1925—1931 годы — инженер, затем начальник Ферганского управления аэрофотосъёмки Государственного технического бюро «Аэросъёмка» при обществе Добролёт.

1927—1934 годы — принимает участие в составлении «Технической энциклопедии» в 26-и томах под редакцией Л. К. Мартенса, автор статей по тематике «аэрофотосъёмка».

1931—1934 годы — главный инженер Московского аэрофотогеодезического треста (треста «Аэрофотогеодезия» Высшего геодезического управления Москвы).

1931—1935 годы — преподаватель курса аэрофотосъёмки в Московском институте землеустройства.

1935—1946 годы — заведующий основанной им кафедры аэрофотогеодезии Московского института землеустройства.

1947—1950 годы — заведующий кафедрой аэрофотогеодезии Харьковского сельскохозяйственного института.

1951—1971 годы — вновь заведующий кафедрой аэрофотогеодезии Московского института землеустройства.

1971—1983 годы — профессор-консультант Государственного научно-исследовательского института земельных ресурсов.

## Научные труды
- «Полевые фотолабораторные и фотометрические работы». 1946;
- «Теория перспективы». 1949;
- «Составление планов местности по аэрофотоснимкам». 1952;
- «Аэрофотогеодезия». 1955; 1957; 1960; 1968; 1978;
- «Проективные основы аэрофотогеодезии». 1960.